# Ernst Krogius
Ernst Edvard Krogius (* 6. Juni 1865 in Helsinki; † 21. September 1955 in Kopenhagen, Dänemark) war ein finnischer Segler und Sportfunktionär.

## Erfolge
Der Finnlandschwede Ernst Krogius gewann 1912 in Stockholm bei den Olympischen Spielen in der 12-Meter-Klasse die Bronzemedaille. Er war Skipper der Heatherbell, die in beiden Wettfahrten der Regatta den dritten Platz belegte und damit den Wettbewerb hinter den einzigen beiden Konkurrenten beendete, dem norwegischen Boot Magda IX von Skipper Johan Anker und dem schwedischen Boot Erna Signe von Skipper Nils Persson. Zur Crew der Heatherbell gehörten außerdem Max Alfthan, Erik Hartvall, Jarl Hulldén, Sigurd Juslén, Eino Sandelin und John Silén.
Krogius war auch im Bereich der Sportadministration sehr aktiv. Er war einer der Gründer des Suomen Olympiakomitea und war von 1919 bis 1929 auch dessen Präsident. Von 1906 bis 1917 war er zudem Präsident des finnischen Segelverbandes und war 1907 bei der Gründung des Weltverbandes beteiligt, der International Yacht Racing Union. Auch beim finnischen Turnverband war Krogius zeitweise als Präsident im Amt. Im Bewerbungsverfahren für die Olympischen Spiele 1940 war Krogius Vizepräsident des finnischen Organisationskomitees mit der Bewerberstadt Helsinki. Im März 1920 wurde er Mitglied im IOC und behielt diese Position bis August 1948. Nach seinem Rücktritt wurde er als eine der ersten Personen zum Ehrenmitglied des IOC ernannt. Von 1947 bis 1948 war er Vorsitzender (schwedisch Kommodor) von Nyländska Jaktklubben.